# Kristopher Vida
Kristopher András Vida (ur. 23 czerwca 1995 w Budapeszcie) – węgierski piłkarz, występujący na pozycji pomocnika w węgierskim klubie Kisvárda FC.

## Kariera klubowa
Występował w młodzieżowych drużynach między innymi Vasasu, Fehérváru i Honvédu, zaś w 2011 roku wyjechał do Holandii, gdzie był juniorem FC Twente. W sezonie 2013/2014 został wcielony do drużyny Jong FC Twente, występującej wówczas w Eerste Divisie. W 2014 roku został zawodnikiem De Graafschap, z którym awansował do Eredivisie. Z uwagi na fakt, iż nie był zawodnikiem podstawowego składu w sezonie 2015/2016, zdecydował się nie przedłużać umowy z holenderskim klubem i przeszedł do DAC 1904 Dunajská Streda. Po przybyciu trenera Petera Hyballa stał się wiodącym piłkarzem w zespole. 
W lutym 2020 przeszedł do Piasta Gliwice. 9 sierpnia 2022 roku rozwiązał kontakt z polskim klubem za porozumieniem stron. Tego samego dnia został ogłoszony piłkarzem węgierskiego klubu Kisvárda FC.

## Kariera reprezentacyjna
Występował w reprezentacjach Węgier U-19 i U-20.

## Statystyki ligowe
| Sezon         | Klub                     | Liga           | Mecze | Gole |
| ------------- | ------------------------ | -------------- | ----- | ---- |
| 2013/2014     | Jong FC Twente           | Eerste Divisie | 16    | 4    |
| 2014/2015     | VBV De Graafschap        | Eerste Divisie | 32    | 8    |
| 2015/2016     | VBV De Graafschap        | Eredivisie     | 21    | 1    |
| 2016/2017     | DAC 1904 Dunajská Streda | Fortuna liga   | 29    | 5    |
| 2017/2018     | DAC 1904 Dunajská Streda | Fortuna liga   | 29    | 6    |
| 2018/2019     | DAC 1904 Dunajská Streda | Fortuna liga   | 29    | 11   |
| 2019/2020     | DAC 1904 Dunajská Streda | Fortuna liga   | 19    | 7    |
| 2019/2020 (w) | Piast Gliwice            | Ekstraklasa    | 12    | 0    |
| 2020/2021     | Piast Gliwice            | Ekstraklasa    | 19    | 1    |
| 2021/2022     | Piast Gliwice            | Ekstraklasa    | 26    | 3    |
| 2022/2023 (j) | Piast Gliwice            | Ekstraklasa    | 0     | 0    |